# Closterium nematodes
Closterium nematodes  là một loài Song tinh tảo trong họ Desmidiaceae, thuộc chi Closterium.